# Alexandre de Spengler
 (octobre 2021).
La mise en forme du texte ne suit pas les recommandations de Wikipédia : il faut le « wikifier ».
Les points d'amélioration suivants sont les cas les plus fréquents. Le détail des points à revoir est peut-être précisé sur la page de discussion.
- Les titres sont pré-formatés par le logiciel. Ils ne sont ni en capitales, ni en gras.
- Le texte ne doit pas être écrit en capitales (les noms de famille non plus), ni en gras, ni en italique, ni en « petit »…
- Le gras n'est utilisé que pour surligner le titre de l'article dans l'introduction, une seule fois.
- L'italique est rarement utilisé : mots en langue étrangère, titres d'œuvres, noms de bateaux, etc.
- Les citations ne sont pas en italique mais en corps de texte normal. Elles sont entourées par des guillemets français : « et ».
- Les listes à puces sont à éviter, des paragraphes rédigés étant largement préférés. Les tableaux sont à réserver à la présentation de données structurées (résultats, etc.).
- Les appels de note de bas de page (petits chiffres en exposant, introduits par l'outil «  Source ») sont à placer entre la fin de phrase et le point final[comme ça].
- Les liens internes (vers d'autres articles de Wikipédia) sont à choisir avec parcimonie. Créez des liens vers des articles approfondissant le sujet. Les termes génériques sans rapport avec le sujet sont à éviter, ainsi que les répétitions de liens vers un même terme.
- Les liens externes sont à placer uniquement dans une section « Liens externes », à la fin de l'article. Ces liens sont à choisir avec parcimonie suivant les règles définies. Si un lien sert de source à l'article, son insertion dans le texte est à faire par les notes de bas de page.
- La présentation des références doit suivre les conventions bibliographiques. Il est recommandé d'utiliser les modèles {{Ouvrage}}, {{Chapitre}}, {{Article}}, {{Lien web}} et/ou {{Bibliographie}}. Le mode d'édition visuel peut mettre en forme automatiquement les références.
- Insérer une infobox (cadre d'informations à droite) n'est pas obligatoire pour parachever la mise en page.

Pour une aide détaillée, merci de consulter Aide:Wikification.
Si vous pensez que ces points ont été résolus, vous pouvez retirer ce bandeau et améliorer la mise en forme d'un autre article.
Alexandre de Spengler (1893-1973), est un peintre et graveur néerlandais, actif à Genève et à Paris.

## Biographie
Alexandre Étienne Wilhelm Jan de Spengler naît à Paris, 3 rue du Printemps, le 15 juillet 1893, de Frédéric de Spengler (1865-1944), homme de lettres néerlandais, et de son épouse française, Marie-Antoinette née Dupont (1866-1896).
Il a une sœur, Nora (1892-1955), puis, par le remariage de leur père en 1909, un demi-frère, Björn (1911-1995).
Sa double formation, artistique aux Beaux-Arts de Genève et scénique chez Françoise Chantre, le fait hésiter entre les arts visuels et le théâtre.
Il obtient un rôle dans une douzaine de réalisations de Georges Pitoëff puis, en Italie, dans plusieurs films d'Ugo Falena. Après deux nouvelles tentatives cinématographiques à Berlin en 1921 puis à Stockholm en 1930, il renonce à l'écran et ne remonte qu'exceptionnellement sur les planches.
À Genève, il expose régulièrement, au Musée Rath avec la section genevoise de la Société des peintres sculpteurs et architectes suisses, à la Société mutuelle artistique, à l'Athénée, à la Galerie Moos, au Grand Salon d'Art de Ch.-D. Wyatt, et au Puits d'Or, notamment. Il participe à plusieurs Expositions nationales des beaux-arts, à Zurich, à Bâle, à Genève et à Berne.
À Paris, où il réside de 1931 à la déclaration de guerre, il expose aux Surindépendants, à la Compagnie des Peintres et sculpteurs professionnels, aux Salons Populistes, aux expositions des Illustrateurs et Décorateurs du Livre organisées par le Cercle de la librairie, au Musée Galliera, à la Galerie de Paris, à la Galerie Carmine, au Niveau et au Moulin de Gringoire, notamment. Il s'y lie durablement avec les peintres Louis Margantin, son voisin au 9 rue Campagne-Première, et Auguste Clergé.
L'œuvre d'Alexandre de Spengler se compose surtout de scènes d'intérieurs ou du monde du spectacle (théâtre, cirque, danse, etc.), ainsi que de paysages. Autant que la peinture et le dessin, il pratique la gravure y compris l'illustration de livres. Il s'essaye également à l'illustration de textiles et de céramiques.
Conjointement à son activité artistique, réduite peu à peu par le mal de Dupuytren, il assume à temps partiel un emploi à la Bibliothèque d'art et d'archéologie de 1955 à 1972.
Alexandre de Spengler meurt à Genève le 7 janvier 1973.
Il avait épousé Eva Blumer dite Ève Casalis (1898 - c. 1970), comédienne de la Troupe Pitoëff, fille du pianiste Fridolin Blumer et de la galeriste Jeanne Bucher, puis Martha dite Maja Clarenbach (1899-1941), musicienne.

## Postérité
Un Prix Nora Sylvère - Alexandre de Spengler (fondé en 1978) a été décerné en 1992 à l'artiste suisse Gilles Porret.
La Galerie Selano (Genève) a consacré à Alexandre de Spengler une exposition rétrospective en automne 1990.

## Expositions personnelles (Genève)
- 1918, 1919 et 1920, Grand Salon d'art.
- 7 - 25 janvier 1925, Musée Rath:

Petit lac (n° 1 du catalogue) ; Paysage tessinois (n° 2) ; Agnuzzo (n° 3) ; Le jardin sous la neige (n° 4) ; Paysage triste (n° 5) ; Le bateau (n° 6) ; L'homme à la guitare (n° 7) ; Étude d'automne (n° 8) ; La répétition (n° 9) ; Le petit pont (n° 10) ; Soir (n° 11) ; Route de Sauverny en hiver (n° 12) ; Hiver (n° 13) ; Crépuscule (lac de Lugano) (n° 14) ; Le talus (n° 15) ; Dans la forêt (n° 16) ; Quelque part en Italie (n° 17) ; Pochade (n° 18) ; Cuisine tessinoise (n° 19) ; Paysage à Versoix (n° 20) ; Versoix (n° 21) ; Maya (n° 22) ; La cour (n° 23) ; Dernière neige (n° 24) ; Le pont de la Coulouvrenière (n° 25).
- 3 - 30 septembre 1925, Musée de l'Athénée:

Bords du Rhin ; Couronnes impériales ; Le Châtelard ; Le vase de cristal ; Petit coteau ; Ponts de Bâle ; Saint-Saphorin.
- 2 - 24 avril 1927, Musée Rath:

La table fleurie (n° 1) ; La gamine (n° 2) ; Le pont de Zæhringen (étude) (n° 3) ; Le jeune homme au pullover (n° 4) ; Pochade à l'atelier (n° 5) ; Dessins (n° 6-12) ; Linogravure (n° 13) ; Xylogravure (n° 14) ; L'entrée du village (n° 15) ; Printemps pluvieux à Bellevue (n° 16) ; Automne (n° 17) ; Les champs de blé (n° 18) ; Le jardin (n° 19) ; Cour de ferme (n° 20) ; Les Tuileries en hiver (n° 21) ; Dans la cuisine (n° 22) ; Dessins (n° 24-31) ; Xylogravure (n° 23) ; Projets de bois gravés pour illustration (n° 32) ; Projets de dessins pour illustration (n° 33) ; Xylogravures (n° 34) ; Le pont (Fribourg) (n° 35) ; Fribourg (n° 36) ; Matin d'hiver (Fribourg) (n° 37) ; La vieille ville (n° 38) ; Dégel (n° 39) ; Paysage à Fribourg (n° 40) ; Ma sœur (n° 41) ; Crépuscule (Fribourg) (n° 42) ; Le pont de Zæhringen, à Fribourg (n° 43) ; Hiver à Bellevue (n° 44) ; La ville (n° 45) ; Figure pensive (n° 46) ; Le kimono bleu (n° 47) ; Nu (n° 48) ; Paysage calme (n° 49) ; Paysage d'été (n° 50) ; La jeune Norvégienne (n° 51) ; Matin orageux (n° 52) ; Le culte en plein air (n° 53) ; Étude en plein air (n° 54) ; Fin d'hiver (n° 55) ; Le peintre (n° 56) ; Vieux coin (n° 57).
- 1er - 26 avril 1931, Musée Rath:

Stockholm : Crépuscule d'automne (n° 1) ; Stockholm : Gel (n° 2) ; Stockholm : Sainte-Sophie (n° 3) ; Stockholm : Aube tardive (hiver, neuf heures du matin) (n° 4) ; Stockholm : La nuit claire (juin, deux heures du matin) (n° 5) ; Stockholm : Au port franc (n° 6) ; Stockholm : Rue de la vieille ville (n° 7) ; Appelviken (n° 8) ; Appelviken (n° 9) ; Appelviken (n° 10) ; Stockholm : le Musée biologique (n° 11) ; Stockholm : l'Hôtel de Ville (n° 12) ; Stockholm : l'Îlot des Chevaliers en hiver (n° 13) ; Stockholm : Brumes et fumées (n° 14) ; Stockholm : Dans le jardin (n° 15) ; Stockholm : l'embarquement pour les îles (n° 16) ; Intérieur, matin de Noël (n° 17) ; Stockholm : la statue (n° 18) ; Stockholm : les voitures (n° 19) ; Église et cimetière de Danderyd (n° 20) ; Port franc (n° 21) ; Bord du Mälar (n° 22) ; Stockholm : coin du port en hiver (n° 23) ; Stockholm : canal et pont Saint-Éric (n° 24) ; Le pont de Traneberg (Lac Mälar) (n° 25) ; Stockholm : le quai de la douane (n° 26) ; Église de Seglora (n° 27) ; Stockholm : temps pluvieux d'été (n° 28) ; Stockholm : Slussen et l'ascenseur de Katarina (n° 29) ; Stockholm : l'entrée du port (n° 30) ; Stockholm : soir d'hiver place Gustave-Adolphe (n° 31) ; Stockholm : la cité entre les ponts (n° 32) ; Le retour de l'archipel (n° 33) ; Stockholm : la place du Marché (n° 34) ; Stockholm : la ville vue des hauteurs du sud (n° 35) ; Stockholm : le quai (n° 36) ; Stockholm : bateau à quai (n° 37) ; Stockholm : le chargement (n° 38) ; Stockholm : le bateau sous la pluie (n° 39) ; Visite d'escadre (n° 40) ; Entre ciel et eau (Stockholm, pont de la Marine) (n° 41) ; Cavaliers dans la neige (n° 42) ; Stockholm : le palais de la Noblesse (n° 43) ; Première neige (n° 44) ; Stockholm : Palais royal (n° 45) ; Stockholm : l'aube grise (n° 46) ; Appareillage (n° 47) ; Le paquebot (n° 48) ; Onze aquarelles (n° 49) ; Dix aquarelles, de Stockholm à Kiruna (Laponie) (n° 50) ; Stockholm : le port (aquarelle) (n° 51) ; 4 dessins (n° 52).
- 27 février - 15 avril 1942, Librairie du Rond-Point.
- 30 janvier - 18 février 1943, Musée de l'Athénée:

Bouquet ; Chaleur ; La chambre au soleil ; Quelque part en Suède ; Sous la lampe.
- 6 - 18 avril 1946, Société mutuelle artistique:

Le Bourg-de-Four vu par Alexandre de Spengler (dessins).
- 11 - 30 mars 1950, Musée de l'Athénée:

Coin d'atelier ; Grande nature morte ; Le mannequin à la lettre ; Le mannequin au miroir ; Dressage, haute école ; L'arène.
- Octobre 1959, Société mutuelle artistique:

Cavaliers en coulisses ; Coulisses du cirque ; Salon ; Galop ; Coureurs cyclistes.
- Mai 1962, Cabinet des Estampes:

Le Bourg-de-Four (n° 1) ; Les gerbes (n° 2) ; Atelier (n° 3) ; Cour de ferme (n° 4) ; Arbres (n° 5) ; Toits (n° 6) ; Altea (prov. d'Alicante) (n° 7) ; Toits (n° 8) ; Arbres (n° 9) ; Le domaine aérien (n° 10) ; La blonde (n° 11) ; École espagnole d'équitation, Vienne (n° 12) ; Intérieur (n° 13) ; École espagnole d'équitation, Vienne (n° 14) ; Coin de parc public, Vienne (n° 15) ; Il neige sur le Boulevard Helvétique (n° 16) ; La femme à la cheminée (n° 17) ; Le port de Stockholm sous la neige (n° 18) ; Port sous la neige, Stockholm (n° 19) ; Le vieil arbre (n° 20) ; Convalescence (n° 21?) ; La vieille maison (n° 21) projet d'illustrations pour un livre ; Page de carnet (n° 22) ; Cirque (n° 23) ; Les chênes (n° 24) ; Les foins (n° 25) ; illustrations pour le Livre d'amour de Charles Vildrac (n° 26).

## Conservation
- Bibliothèque de Genève[1]
- Musée d'Art et d'Histoire de Genève[7]